# Grups xou
Grups xou és una modalitat del patinatge artístic sobre rodes que es practica en grup i té com a caràcter diferenciador la seva vessant d'espectacle. Es tracta doncs d'una coreografia que representa un tema o una història, que ajudant-se d'altres disciplines (com per exemple el teatre o la dansa) ha de fer transmetre aquesta idea.

## Història
A nivell de Catalunya, l'any 1999 es comencen a celebrar els Campionats de Grups, a imitació dels Campionats de Grups que se celebraven a Itàlia i que posteriorment s'anomenarien Grups xou (Show Groups) i han adquirit rellevància en el Patinatge Artístic de competició. L'any 2000 se celebra a Bolonya el campionat d'Europa, on és oficial per primera vegada la modalitat de grups xou.
Aquesta modalitat no tarda a expandir-se a Catalunya, degut a l'acceptació que aquesta genera tant entre patinadors/és com en el públic en general. Així doncs, augmenten els clubs catalans que incorporen aquesta modalitat, començant a crear competència i, per tant, una millora accelerada en nivell.
És el 2003 quan un equip català, el CPA Olot, després d'aconseguir la posició més alta del pòdium europeu, a Nantes, aconsegueix una meritòria tercera plaça en el campionat mundial d'aquesta modalitat en grups grans, celebrat a l'Argentina, i aconseguint-ne l'or durant les tres següents edicions. Cal destacar també que altres clubs catalans arriben al pòdium europeu i mundial.